# 山口県交通安全協会
一般財団法人山口県交通安全協会（やまぐちけんこうつうあんぜんきょうかい）は、山口県内の地区交通安全協会を統括する交通安全協会。元山口県知事所管の財団法人。

## 概要
山口県内の地区交通安全協会を統括する交通安全協会で、山口県内での季節単位で開催する交通安全運動をはじめ、自動車・自動二輪車の運転免許更新の伝達・更新事務、申請書や収入証紙の委託販売業務、自転車などに貼る反射シールや車輪のスポークに貼る反射材などの交通安全グッズの頒布、交通安全功労者の表彰及び国や全国法人への表彰推薦などを事業としている。
また、運転技能向上のために直営の山口県自動車学校（現在は廃止）、山口県徳山自動車学校（現在は廃止）、山口県宇部自動車学校、山口県下関自動車学校を運営している。

## 地区
- 岩国交通安全協会
- 柳井交通安全協会
- 光交通安全協会
- 下松交通安全協会
- 周南交通安全協会
- 防府交通安全協会
- 山口交通安全協会
- 山口南交通安全協会
- 宇部交通安全協会
- 山陽小野田交通安全協会
- 小串交通安全協会
- 美祢交通安全協会
- 長門交通安全協会
- 萩交通安全協会
- 下関交通安全協会
- 長府交通安全協会

## 山口県自動車学校
山口県自動車学校（やまぐちけんじどうしゃがっこう）は、山口県山口市にかつてあった自動車教習所で山口県交通安全協会が運営していた教習所の一つ。2010年7月末をもって閉校した。

### 沿革
- 1938年 - 山口県下初の自動車教習所として開校
- 2010年7月末 - 閉校

### 取得できた免許
- 中型自動車
- 普通自動車第一種・第二種（AT/MT）
- 大型自動二輪車
- 普通自動二輪車（普通/小型）

## 山口県徳山自動車学校
山口県徳山自動車学校（やまぐちけんとくやまじどうしゃがっこう）は、かつて山口県周南市にあった指定自動車教習所。山口県交通安全協会が運営する教習所の一つであった。緑地公園に東側に隣接する。

### 沿革
- 1961年6月29日 - 山口県公安委員会から指定を受ける。
- 2012年以前 - 廃止されたことを確認。跡地は周南市が取得し緑地公園の拡張に利用予定[1]。

### 取得できた免許
- 普通自動車（AT/MT）
- 普通自動二輪車（普通/小型）

## 山口県下関自動車学校
山口県下関自動車学校（やまぐちけんしものせきじどうしゃがっこう）は、山口県下関市にある指定自動車教習所。山口県交通安全協会が運営する教習所の一つ。東駅の近くに所在する。

### 沿革
- 1961年6月29日 - 山口県公安委員会より指定を受ける。

### 取得できる免許
- 中型自動車
- 普通自動車（AT/MT）
- 大型自動二輪車
- 普通自動二輪車（普通/小型）